# タコヤキーダー
タコヤキーダー（1986年1月18日 - ）は、たこ焼きをモチーフにした日本の覆面レスラー。

## 経歴
- 2005年12月3日、大阪プロレス松下IMPホール大会の対タイガースマスク戦でデビュー。
- 2014年4月20日、大阪プロレスを退団。
- 2022年、再旗揚げした大阪プロレスに再入団。

## 得意技
タコヤキスープレックス
タコヤキボトム
逆打ち
ダイビング・エルボードロップ
タコヤキック
…トラースキックと同型

## 入場曲
- タコヤキ（DAME-G）

## タイトル歴
- 大阪プロレスタッグ王座
- 大阪プロレスバトルロイヤル王座
- 大阪プロレスお笑い王座
- 天保山グランプリ王座
- 世界タコヤキ級王座
- UWA世界6人タッグ王座
- アイアンマンヘビーメタル級王座
- JWF認定タッグ王座
- リッキーフジ認定アグレッシブ世界ヘビー級王座
- プロレスショップMACKY認定世界マキオ級王座